# Adrien Renahy
Pour les articles homonymes, voir Renahy.
Adrien Renahy est un architecte français né à La Malachère le 1er septembre 1800, et mort à Vesoul le 16 février 1882.

## Biographie
Adrien Renahy est le fils de Charles Renahy (1755-1837) et Françoise Faivre (1774-1833), propriétaire foncier à La Malachère, en Haute-Saône, où sa famille y était agriculteurs depuis 1658. Après ses études, il revient s'installer à La Malachère comme entrepreneur en bâtiment.
En 1832, il est architecte à Vesoul. Entre 1838 et 1853, il collabore avec Charles Vincent Théodore Lebeuffe (1805-1871). Il travaille seul ensuite, jusqu'en 1873. Il s'associé avec l'architecte Jacques Humbert de 1873 à 1877. Il a aussi réalisé des projets avec l'architecte Collard.
Il décède au 3 rue Saint-Georges a Vesoul le 16 février 1882. Il est enterré dans l'ossuaire de l'ancien cimetière de  Vesoul.

## Ouvrages
- Aménagement du presbytère, puis mairie d'Aisey-et-Richecourt, en 1841[3].
- École d'Aisey-et-Richecourt[4], en 1844.
- Fontaine de Dampierre-lès-Montbozon, en 1846.
- Fontaine de Purgerot, en 1847[5],[6].
- Église Saint-Julien de Fretigney-et-Velloreille, il intervient avec l'architecte Humbert pour refaire la toiture du clocher-porche, en 1872-1873.